# 周本
周本（862年—938年2月3日），西平恭烈王，在五代十国时期杨吴（又称弘农）为将，短期於取代杨吴的南唐为将。

## 家世
周本生于唐懿宗咸通三年（862年），宿松人氏，汉末将领南郡太守周瑜之后。周瑜葬于宿松后，子孙定居，到周本的时候已有数十家了。周本少年孤贫，有膂力，常赤手格杀老虎。他曾为宣歙观察使赵锽帐下主将，勇冠军中。杨行密攻赵锽，于龙纪元年（889年）五月克宣歙军部宣州并控制宣歙时俘获周本，旋即释放，以为裨将。

## 效力杨行密
周本作战时，先登无畏，经常负伤。战罢，他就自己取铁板烧灼伤口，继续若无其事地喝酒谈笑。
乾宁四年（897年），杨行密已占有淮南，为节度使，治下的苏州被其敌对军阀镇海和镇东节度使钱鏐部将顾全武攻打。杨行密派周本解苏州之围，但光化元年（898年）三月周本被顾全武败于白方塘。杨行密所任苏州刺史臺濛被迫弃城而走，钱鏐遂将苏州纳入领地，又追杀周本等直至望亭，败之。
光化二年（899年），青州将陈汉宾拥兵投靠杨行密，王绾、张训、周本率兵迎之。

## 效力杨渥
天祐元年（904年），钱鏐试图杀部下衢州刺史陈璋，被陈璋察觉，他杀了钱鏐派来行刺的衢州罗城使叶让，归顺淮南。三年（906年）八月，钱鏐军围衢州，杨行密之子和继承人杨渥（杨行密于二年（905年）去世后，杨渥继任）命时任左厢马步都虞候的周本救陈璋。周本到衢州，两浙军解围，陈璋得以出城和周本一同撤退。周本部下裨将吕师造认为两浙军不攻淮南军是轻视，认为受辱了，但周本指出他受到的命令是救陈璋，而不是迎战两浙军，于是撤退，亲自断后。两浙军试图追击时，周本在道路左侧设伏，假装受到惊吓，丢下辎重，两浙军急追，被前后夹击全歼。后来两浙军屡屡来犯，都被周本所败。

## 效力杨隆演
唐朝于天祐四年（907年）灭亡，淮南成为弘农郡国。同年周本准备攻打苏州，以王仁遇为监抚。杨渥在五年（908年）五月被杀，杨渥弟杨隆演为国王，杀杨渥的主要人物之一徐温成为杨隆演的摄政。八月，时任步军都指挥使的周本奉命攻领有吴越国的钱鏐，以时任南面统军使的吕师造为副。九月，周本围苏州，百般攻城，一时不能攻克，又派被任为水陆行营都招讨使的池州团练使陈璋等前去。弘农军百般攻城，最后用了洞屋、飞炮，但守将孙琰针锋相对将计就计，弘农军无计可施，次年（909年）四月，钱鏐弟钱锯、牙内指挥使钱镖和行军副使杜建徽率救军赶到，弘农军被里应外合击败，闾丘直、何朗等三十余将被擒，战舰二百艘被夺。周本只得趁夜退军，又被追败于黃天蕩。此战后，周本称病，一度拒绝一切任命，在家休养。
六月，名义上同时降顺弘农和弘农敌国后梁的半独立军阀抚州刺史危全讽叛弘农，自称镇南节度使。他很快攻弘农任命的镇南节度使刘威于镇南军军部洪州，后梁附庸、弘农敌国马楚也攻弘农治下的高安。刘威向弘农中央求援，徐温主要谋士严可求推荐周本，于是徐温以周本为西南面行营招讨应援使，率兵七千救高安。但周本继续称病，严可求去他家，直入卧室，强行与之商议。周本声称苏州之败是因为他作为主帅却没有全部的军权，要求一旦再次领军，不设副手。严可求答应后，周本受命统军。最初他被命令尽力解高安之围，但他指出楚军只想帮危全讽开辟第二个战场，并非真正想占领高安；他认为一旦击败危全讽，楚军将退。于是他直趋洪州。刘威想犒军，周本拒绝了，称危全讽的大约十万军队十倍于己，他要趁士兵得知危全讽的实力并产生恐惧之前赶紧进军。七月，他在象牙潭遭遇危全讽，仅一溪之隔。临战时，周本观看危全讽水栅，分诸将指旁山头一小营，对小校王舆说：“尔往为我取彼。”王舆唯唯不前，周本说：“你害怕去吗？”王舆说：“公必不以舆为不武，我请攻此栅，为什么舍此别攻？”周本大喜说：“你也知道此为必争之地啊！”于是命之。周本派士兵渡溪试探性疾攻危全讽营垒，一遇危全讽军即退，危全讽因敌军少，笑之，渡溪来追。周本趁机攻击，王舆乘轻舟袭破危全讽前锋，遂排栅而入，乘高疾呼，诸军继进，危全讽大溃。周本建大将旗鼓，徐徐追杀，危全讽据床瞪视，不及指挥，周本于阵中生擒危全讽及将士五千人，率苏州行营都指挥使郑璠等攻取危全讽治下新淦县及袁州、吉州，擒袁州刺史彭彦章，占领了危全讽余下的领地。楚军得知危全讽战败，而自己也被时任都尉的吕师造和弘农行营都指挥使米志诚所败，于是撤军。杨隆演随后任周本为信州刺史。
周本在信州屡侵信安境，衢州刺史鲍君福时时率数骑追杀，周本即遁去。周本长子周邺经常随周本征讨，周本略地至建州，路过险地被圍，周鄴跃马相救，手殺數十人，护卫周本而出，建州军駭懼潰去。
十五年（918年），杨隆演已重新使用杨行密晚年用的吴王称号，弘农郡国也重新改名吴国。这一年，吴军攻虔州刺史谭全播，一时不能攻克。七月，谭全播求助于与吴的相邻敌国吴越、楚、闽。钱鏐派儿子统军使钱传球作为西南面行营应援使与鲍君福等率军二万攻信州，试图减轻谭全播的压力。信州军才数百人，初战不利，将李师造被斩，偏将冯敏等被擒，吴越军围信州。周本在城中设空帐篷，和僚佐在城楼饮宴，吴越军向他们射箭，他们也不动。吴越军以为有伏兵，于半夜遁去。十一月，吴军克虔州。

## 效力杨溥
顺义三年（923年），杨隆演的弟弟和继承人吴王杨溥派司农卿卢蘋去庆贺名义盟友后唐庄宗于当年早些时候灭了后梁，庄宗问及几位吴名将的状况，周本在其中。随后，周本被召回吴都江都为雄武统军，后又出任寿州防御使，又改德胜军节度使。
周本在德胜期间，加安西大将军、太尉、中书令、西平王。周本虽不识字，但尊崇学者，以礼对待僚属，士民爱戴他。他在金融等其他方面无才干，只对军旅之事了如指掌。徐温死后，养子徐知诰摄政。周邺跋扈，徐知诰因周本的缘故優容他。
乾貞二年（928年）四月，王彦章、苗璘奉命伐楚，镇北大将军领平卢军节度使陈璋说：“朝廷攻湖湘，何不用璋与周本？彥章与璘只可抵挡楚军偏裨。”王彦章等果然战败。
天祚二年（936年），徐知诰计划夺取吴帝位（这时吴已称帝）。十二月，他的支持者徐玠和周宗认为必须名位隆重的周本和镇南军节度使、太尉兼中书令李德诚上表劝行禅让。周本年纪大了，不知道时局变化，受儿子周弘祚左右。周本起初拒绝上表，说：“我受先王大恩，徐温父子用事以后，我常恨不能救杨氏于危难，你怎么能让我做这事！”但周弘祚害怕给家里招祸，代周本署表文，周本起初也不知道。在周弘祚强迫下，他最终和李德诚都去江都觐见杨溥，赞扬徐知诰的功德，请求禅让；他们又去徐知诰的大本营金陵做了同样的事。
三年（937年）八月，被徐知诰软禁在和州的杨溥兄历阳郡公杨濛相信徐知诰即将夺位，决定最后一搏。他杀了奉徐知诰命看守他的守卫军使王宏，率二骑去德胜军军部庐州，希望见到周本并说服他起事反对徐知诰。周本得讯，准备见杨濛，但周弘祚拒绝让他见杨濛，不顾他“我的郎君来了，你为什么不让我见他？”的抗议，关上府门不让周本出来，派军抓住杨濛送往江都。徐知诰于途杀杨濛于石。十月，他迫使杨溥让位给他，终结了吴国，建立了南唐，他就是南唐烈祖皇帝。

## 去世
吴禅让于南唐后，周本的一切职衔都得以保留。但他与诸将至金陵劝进回来就叹：“我不诛杀篡国者以报杨氏，现在老了，岂能事二姓！”昇元二年（938年）正月，他终因不能保住吴国而愧恨而亡。周本晚年好饮酒和施舍，有人劝他为子孙积蓄，他说：“我侍奉武皇帝（杨行密），位至将相，难道是谁留给我的吗？”南唐以唐朝郭子仪之礼为他治丧，谥恭烈。

## 家族
据《钱匡道墓志》，周本生前曾封汝南王，且还有一孙娶钱镠弟钱镖第五女。

## 轶闻
宋朝郑文宝《南唐近事》、陆游《南唐书·杂艺传》载李昪（即称帝后的徐知诰）曾想在宴会上赐鸩酒杀周本，周本另找一只空杯将鸩酒分作两份，将其中一杯回敬李昪祝寿，李昪变色，十分尴尬，场面僵持。优人申渐高见状上前将两杯酒都喝了，将酒杯揣入怀里匆匆离去，李昪再暗地派亲信送去解毒药，但申渐高已脑浆迸裂而死。但司马光《资治通鉴》、郑文宝《江表志》、清朝吴任臣《十国春秋》记李昪即徐知诰意欲毒杀未遂者为徐温亲子徐知询或徐知训，而非周本。

## 评价
- 《十国春秋》论曰：周本、李德诚俱杨氏勋臣，位列通显，或则抱徐广流涕之心，或则效范云劝进之术，迹虽不殊，而其志亦略异焉。